# Ca sĩ mặt nạ (mùa 1)
Mùa đầu tiên của chương trình Ca sĩ mặt nạ được phát sóng trên kênh truyền hình HTV2 - Vie Channel, Vie Giải Trí và ứng dụng VieON từ ngày 16 tháng 7 năm 2022 đến ngày 19 tháng 11 năm 2022.
Người chiến thắng mùa này là Ngọc Mai trong mascot "O Sen", hạng nhì là Trần Thu Hà trong mascot "Phượng Hoàng Lửa", và hạng ba là Myra Trần trong mascot "Lady Mây".

## Ban cố vấn và dẫn chương trình
Dàn cố vấn của chương trình đã được chương trình công bố vào ngày 6 tháng 7 năm 2022. Trấn Thành, Tóc Tiên và Wowy đảm nhiệm vị trí cố vấn cố định, trong khi Ngô Kiến Huy đảm nhiệm vị trí người dẫn chương trình trong mùa đầu tiên. Tuy nhiên, vì lý do công việc cũng như hạn chế về mặt chuyên môn, Wowy chỉ góp mặt trong hai vòng đầu tiên của chương trình (đến hết tập 9), và Đức Phúc là cố vấn cố định thay thế cho anh kể từ tập 10 trở đi. Bên cạnh đó, các cố vấn khách mời cũng xuất hiện trong chương trình và thay đổi trong mỗi tập phát sóng, với Minh Hằng là cố vấn khách mời trong tập đầu tiên của chương trình.
Giữa các cố vấn cố định xuyên suốt là Trấn Thành và Tóc Tiên (không tính Wowy vì anh không còn góp mặt sau vòng 2), còn có thêm giải thưởng "Lỗ tai vàng" cho cố vấn xuất sắc nhất của mùa đó. Ở mùa này, Tóc Tiên là người chiến thắng khi cô đoán chính xác danh tính thật của 7/15 nhân vật, trong khi Trấn Thành chỉ đoán đúng danh tính của 6/15 nhân vật.

## Thí sinh
Các thí sinh của chương trình lần lượt được nhà sản xuất tiết lộ từ đầu tháng 7 năm 2022. Ở mùa này, 15 thí sinh được chia làm ba bảng đấu A, B và C. Theo chương trình, mỗi nhân vật ẩn sau lớp mặt nạ đều là những người nổi tiếng, với nhiều giải thưởng và có những ca khúc nổi tiếng. Bên cạnh các nhân vật mascot tham gia trong chương trình, trong tập bán kết, các mascot hỗ trợ cũng xuất hiện để hỗ trợ các nhân vật mascot chính trong các tiết mục của họ. Mỗi nhân vật mascot chính sẽ có một, hoặc thậm chí là một nhóm nhân vật mascot hỗ trợ.
Theo thông báo chính thức của chương trình vào cuối tháng 10, tập chung kết chỉ loại 1 trong số 4 người vượt qua tập bán kết. Top 3 được khán giả bình chọn thông qua ứng dụng VieON kể từ thời điểm sau khi kết thúc tập chung kết đến trước đêm All-star Concert, kết quả được tổng hợp lại và danh tính cũng như thứ hạng của họ được tiết lộ trong đêm All-star Concert vào ngày 19 tháng 11 năm 2022.
Ngoài các giải thưởng Quán quân, Á quân, giải thưởng phụ "Ca sĩ triển vọng ấn tượng nhất" (hay "Giọng ca trẻ ấn tượng nhất") đã thuộc về Lady Mây (Myra Trần).
| Tên nhân vật | Tên nhân vật     | Tên nghệ sĩ    | Các tập | Các tập | Các tập | Các tập   | Các tập   | Các tập   | Các tập   | Các tập   | Các tập   | Các tập   | Các tập   | Các tập   | Các tập   | Các tập   | Các tập   | Các tập   | Các tập   |  |
| Tên nhân vật | Tên nhân vật     | Tên nghệ sĩ    | 1       | 2       | 3       | 4         | 5         | 6         | 7         | 8         | 9         | 10        | 11        | 12        | 13        | 14        | 15        | 16        | 17        |  |
| Tên nhân vật | Tên nhân vật     | Tên nghệ sĩ    | Vòng 1  | Vòng 1  | Vòng 1  | Vòng 1    | Vòng 1    | Vòng 1    | Vòng 2    | Vòng 2    | Vòng 2    | Vòng 3    | Vòng 3    | Vòng 3    | Vòng 5    | Vòng 6    | Bán kết   | Chung kết | Trao giải |  |
| ------------ | ---------------- | -------------- | ------- | ------- | ------- | --------- | --------- | --------- | --------- | --------- | --------- | --------- | --------- | --------- | --------- | --------- | --------- | --------- | --------- |  |
| B            | O Sen            | Ngọc Mai       |         | AN TOÀN |         |           | AN TOÀN   |           |           | NGUY HIỂM |           |           |           | THẮNG     | AN TOÀN   | NGUY HIỂM | NGUY HIỂM | AN TOÀN   | QUÁN QUÂN |  |
| C            | Phượng Hoàng Lửa | Trần Thu Hà    |         |         | AN TOÀN |           |           | AN TOÀN   |           |           | AN TOÀN   |           | THẮNG     |           | NGUY HIỂM | AN TOÀN   | AN TOÀN   | AN TOÀN   | Á QUÂN    |  |
| A            | Lady Mây         | Myra Trần      | AN TOÀN |         |         | AN TOÀN   |           |           | AN TOÀN   |           |           |           |           | NGUY HIỂM | AN TOÀN   | AN TOÀN   | AN TOÀN   | NGUY HIỂM | GIẢI BA   |  |
| C            | Tí Nâu           | Thùy Chi       |         |         | AN TOÀN |           |           | NGUY HIỂM |           |           | AN TOÀN   | THẮNG     |           |           | AN TOÀN   | AN TOÀN   | NGUY HIỂM | LOẠI      |           |  |
| B            | Hươu Thần        | Mai Tiến Dũng  |         | AN TOÀN |         |           | AN TOÀN   |           |           | AN TOÀN   |           |           | NGUY HIỂM |           | NGUY HIỂM | LOẠI      |           |           |           |  |
| B            | Báo Mắt Biếc     | Uyên Linh      |         | AN TOÀN |         |           | NGUY HIỂM |           |           | AN TOÀN   |           | NGUY HIỂM |           |           | LOẠI      |           |           |           |           |  |
| C            | Kỳ Đà Hoa        | Thảo Trang     |         |         | AN TOÀN |           |           | AN TOÀN   |           |           | NGUY HIỂM |           |           | LOẠI      |           |           |           |           |           |  |
| A            | Chàng Lúa        | Tăng Phúc      | AN TOÀN |         |         | NGUY HIỂM |           |           | NGUY HIỂM |           |           |           | LOẠI      |           |           |           |           |           |           |  |
| A            | Miêu Quý Tộc     | Hà Nhi         | AN TOÀN |         |         | AN TOÀN   |           |           | AN TOÀN   |           |           | LOẠI      |           |           |           |           |           |           |           |  |
| C            | Bướm Mặt Trăng   | Trung Quân     |         |         | AN TOÀN |           |           | AN TOÀN   |           |           | LOẠI      |           |           |           |           |           |           |           |           |  |
| B            | Buffalove        | Vương Anh Tú   |         | AN TOÀN |         |           | AN TOÀN   |           |           | LOẠI      |           |           |           |           |           |           |           |           |           |  |
| A            | Kim Sa Ngư       | Lương Bích Hữu | AN TOÀN |         |         | AN TOÀN   |           |           | LOẠI      |           |           |           |           |           |           |           |           |           |           |  |
| C            | Nhím Uiza        | Song Luân      |         |         | AN TOÀN |           |           | LOẠI      |           |           |           |           |           |           |           |           |           |           |           |  |
| B            | ChipChip Pink    | Juky San       |         | AN TOÀN |         |           | LOẠI      |           |           |           |           |           |           |           |           |           |           |           |           |  |
| A            | Phi Hành Gia Heo | Vũ             | AN TOÀN |         |         | LOẠI      |           |           |           |           |           |           |           |           |           |           |           |           |           |  |

- A  Ca sĩ mặt nạ thuộc bảng A.
- B  Ca sĩ mặt nạ thuộc bảng B.
- C  Ca sĩ mặt nạ thuộc bảng C.
- QUÁN QUÂN  Ca sĩ mặt nạ giành vị trí quán quân.
- Á QUÂN  Ca sĩ mặt nạ giành vị trí á quân.
- GIẢI BA  Ca sĩ mặt nạ giành giải ba.
- THẮNG  Ca sĩ mặt nạ thắng vòng tương ứng và bước vào vòng trong.[c]
- AN TOÀN  Ca sĩ mặt nạ an toàn và không bị loại.
- NGUY HIỂM  Ca sĩ mặt nạ ở nhóm người có tỷ lệ bình chọn thấp nhất nhưng không bị loại, hoặc phải tham gia Vòng đối đầu nhưng không bị loại.
- LOẠI  Ca sĩ mặt nạ bị loại và phải cởi bỏ mặt nạ của mình.
- Ca sĩ mặt nạ không trình diễn tập này.

## Các tập phát sóng

### Tập 1 (16 tháng 7 năm 2022)
- Khách mời: Minh Hằng
- Tham khảo:[16][17]

- Tiết mục mở màn: "Behind The Mask" của Châu Đăng Khoa, thể hiện bởi Sofia và Red.

| # | Tên bí danh      | Bài hát                                                | Tỷ lệ bình chọn |
| - | ---------------- | ------------------------------------------------------ | --------------- |
| 1 | Miêu Quý Tộc     | "Tâm sự cùng người lạ" của Tiên Cookie                 | 18,45%          |
| 2 | Phi Hành Gia Heo | "Vài lần đón đưa" của Trần Lê                          | 11,65%          |
| 3 | Chàng Lúa        | "Sóc Sờ Bai Sóc Trăng" của Thanh Sơn                   | 8,74%           |
| 4 | Kim Sa Ngư       | "Xem như em chẳng may" của Trung Ngon                  | 6,8%            |
| 5 | Lady Mây         | "All by Myself" của Eric Carmen và Sergei Rachmaninoff | 54,36%          |

### Tập 2 (23 tháng 7 năm 2022)
- Khách mời: Trúc Nhân
- Tham khảo:[18][19]

| # | Tên bí danh   | Bài hát                                                             | Tỷ lệ bình chọn |
| - | ------------- | ------------------------------------------------------------------- | --------------- |
| 1 | ChipChip Pink | "Đi đu đưa đi" của Tiên Cookie                                      | 14,56%          |
| 2 | Báo Mắt Biếc  | "Lặng thầm" của Nguyễn Hoàng Duy                                    | 13,59%          |
| 3 | O Sen         | "Hồn hoang" của Hoàng Bảo                                           | 18,45%          |
| 4 | Buffalove     | "Phía sau một cô gái" của Tiên Cookie                               | 16,50%          |
| 5 | Hươu Thần     | "Không ai hơn em đâu anh" của Hứa Kim Tuyền – "Destiny" của Đỗ Hiếu | 36,90%          |

### Tập 3 (30 tháng 7 năm 2022)
- Khách mời: Hari Won
- Tham khảo:[20][21][22]

| # | Tên bí danh      | Bài hát                                                        | Tỷ lệ bình chọn |
| - | ---------------- | -------------------------------------------------------------- | --------------- |
| 1 | Bướm Mặt Trăng   | "Keep Me In Love" của Đỗ Hiếu                                  | 18,18%          |
| 2 | Tí Nâu           | "Thích em hơi nhiều" của Wren Evans và Mew Amazing             | 10,10%          |
| 3 | Nhím Ulza        | "Careless Whisper" của George Michael và Andrew Ridgeley       | 9,10%           |
| 4 | Kỳ Đà Hoa        | "Bóng mây qua thềm" của Võ Thiện Thanh                         | 17,17%          |
| 5 | Phượng Hoàng Lửa | "Kiếp nào có yêu nhau" của Hoài Trinh (thơ) và Phạm Duy (nhạc) | 45,45%          |

### Tập 4 (6 tháng 8 năm 2022)
- Khách mời: Ngọc Sơn
- Khách mời đặc biệt: Duy Khương
- Chủ đề: Những điều đầu tiên
- Tham khảo:[23][24]

| # | Tên bí danh      | Bài hát                                                             | Danh tính    | Tỷ lệ bình chọn (sau 2 vòng) | Kết quả   |
| - | ---------------- | ------------------------------------------------------------------- | ------------ | ---------------------------- | --------- |
| 1 | Phi Hành Gia Heo | "Bông hoa đẹp nhất" của Vũ Hà Anh, Phan Viết Tính, Nguyễn Văn Trung | Vũ           | 12,14%                       | LOẠI      |
| 2 | Chàng Lúa        | "Canh ba" của Nguyễn Thương                                         | Chưa tiết lộ | 12,14%                       | NGUY HIỂM |
| 3 | Miêu Quý Tộc     | "Tan" của Phạm Đại Minh Nhật                                        | Chưa tiết lộ | 16,50%                       | AN TOÀN   |
| 4 | Kim Sa Ngư       | "Sao cha không" của Phan Mạnh Quỳnh                                 | Chưa tiết lộ | 21,36%                       | AN TOÀN   |
| 5 | Lady Mây         | "Như những phút ban đầu" của Tiến Minh                              | Chưa tiết lộ | 37,86%                       | AN TOÀN   |

- Phần lộ diện: "Bước qua nhau" của Vũ, thể hiện bởi Vũ.

### Tập 5 (13 tháng 8 năm 2022)
- Khách mời: Trúc Nhân
- Khách mời đặc biệt: Duy Khương
- Chủ đề: Những điều đầu tiên
- Khán giả đặc biệt: Châu Đăng Khoa, Khói
- Tham khảo:[25][26][27]

| # | Tên bí danh   | Bài hát                                     | Danh tính    | Tỷ lệ bình chọn (sau 2 vòng) | Kết quả   |
| - | ------------- | ------------------------------------------- | ------------ | ---------------------------- | --------- |
| 1 | O Sen         | "Chân ái" của Châu Đăng Khoa                | Chưa tiết lộ | 20,39%                       | AN TOÀN   |
| 2 | ChipChip Pink | "Làm ơn" của Trần Trung Đức                 | Juky San     | 13,11%                       | LOẠI      |
| 3 | Buffalove     | "Bài ngửa" của Buffalove                    | Chưa tiết lộ | 15,05%                       | NGUY HIỂM |
| 4 | Báo Mắt Biếc  | "Để mãi được gần anh" của Anh Quân          | Chưa tiết lộ | 18,93%                       | AN TOÀN   |
| 5 | Huơu Thần     | "Ai chung tình được mãi" của Đông Thiên Đức | Chưa tiết lộ | 32,52%                       | AN TOÀN   |

- Phần lộ diện: "Phải chăng em đã yêu?" của RedT, thể hiện bởi Juky San.

### Tập 6 (20 tháng 8 năm 2022)
- Khách mời: Gil Lê
- Khách mời đặc biệt: Duy Khương
- Chủ đề: Những điều đầu tiên
- Tham khảo:[28][29][30]

| # | Tên bí danh      | Bài hát                                                                     | Danh tính    | Tỷ lệ bình chọn (sau 2 vòng) | Kết quả   |
| - | ---------------- | --------------------------------------------------------------------------- | ------------ | ---------------------------- | --------- |
| 1 | Nhím Uiza        | "Bước đến bên em" của Khắc Hưng                                             | Song Luân    | 8,59%                        | LOẠI      |
| 2 | Bướm Mặt Trăng   | "Và ngày nào đó" của JB Lê Phương                                           | Chưa tiết lộ | 29,29%                       | AN TOÀN   |
| 3 | Tí Nâu           | "Duyên phận" của Thái Thịnh                                                 | Chưa tiết lộ | 10,10%                       | NGUY HIỂM |
| 4 | Phượng Hoàng Lửa | "Hoa nở không màu" của Nguyễn Minh Cường                                    | Chưa tiết lộ | 28,79%                       | AN TOÀN   |
| 5 | Kỳ Đà Hoa        | "Đừng yêu nữa, em mệt rồi" của Nguyễn Phúc Thiện – "Anh ơi ở lại" của Đạt G | Chưa tiết lộ | 23,23%                       | AN TOÀN   |

- Phần lộ diện: "Đổi hạnh phúc lấy cô đơn" của Nghị Martin và Song Luân, thể hiện bởi Song Luân.

### Tập 7 (27 tháng 8 năm 2022)
- Khách mời: Trọng Hiếu
- Chủ đề: Tình yêu
- Tham khảo:[31][32][33]

| # | Tên bí danh  | Bài hát                         | Danh tính      | Tỷ lệ bình chọn | Kết quả   |
| - | ------------ | ------------------------------- | -------------- | --------------- | --------- |
| 1 | Kim Sa Ngư   | "Tuổi mộng mơ" của Phạm Duy     | Lương Bích Hữu | 11,65%          | LOẠI      |
| 2 | Chàng Lúa    | "Mong manh tình về" của Đức Trí | Chưa tiết lộ   | 16,5%           | NGUY HIỂM |
| 3 | Lady Mây     | "If" của Vũ Cát Tường           | Chưa tiết lộ   | 35,92%          | AN TOÀN   |
| 4 | Miêu Quý Tộc | "Dạ vũ" của Tăng Duy Tân        | Chưa tiết lộ   | 35,92%          | AN TOÀN   |

- Phần lộ diện: "Em vẫn tin vào tình yêu ấy" của Tú Dưa, thể hiện bởi Lương Bích Hữu.

### Tập 8 (3 tháng 9 năm 2022)
- Khách mời: Châu Đăng Khoa
- Chủ đề: Tình yêu
- Tham khảo:[34][35][36]

| # | Tên bí danh  | Bài hát                                                                 | Danh tính    | Tỷ lệ bình chọn | Kết quả   |
| - | ------------ | ----------------------------------------------------------------------- | ------------ | --------------- | --------- |
| 1 | Hươu Thần    | "Yếu đuối" của Hoàng Dũng                                               | Chưa tiết lộ | 24,27%          | AN TOÀN   |
| 2 | Buffalove    | "Cứu vãn kịp không?" của Buffalove                                      | Vương Anh Tú | 14,56%          | LOẠI      |
| 3 | O Sen        | "Phải lòng con gái Bến Tre" của Phan Ni Tấn (nhạc) và Hoàng Thành (lời) | Chưa tiết lộ | 15,6%           | NGUY HIỂM |
| 4 | Báo Mắt Biếc | "Bước qua mùa cô đơn" của Vũ                                            | Chưa tiết lộ | 44,66%          | AN TOÀN   |

- Phần lộ diện: "Giúp anh trả lời những câu hỏi" của Vương Anh Tú, thể hiện bởi Vương Anh Tú.

### Tập 9 (10 tháng 9 năm 2022)
- Khách mời: Đức Phúc
- Chủ đề: Tình yêu
- Tham khảo:[37][38][39]

| # | Tên bí danh      | Bài hát                            | Danh tính    | Tỷ lệ bình chọn | Kết quả   |
| - | ---------------- | ---------------------------------- | ------------ | --------------- | --------- |
| 1 | Kỳ Đà Hoa        | "Nàng thơ" của Hoàng Dũng          | Chưa tiết lộ | 11,65%          | NGUY HIỂM |
| 2 | Bướm Mặt Trăng   | "Buồn không thể buông" của RIN9    | Trung Quân   | 10,68%          | LOẠI      |
| 3 | Tí Nâu           | "Việt Nam trong tôi là" của Yến Lê | Chưa tiết lộ | 42,72%          | AN TOÀN   |
| 4 | Phượng Hoàng Lửa | "Góc tối" của Nguyễn Hải Phong     | Chưa tiết lộ | 34,95%          | AN TOÀN   |

- Phần lộ diện: "Dừng lại vẫn kịp lúc" của Vương Anh Tú, thể hiện bởi Trung Quân.

### Tập 10 (17 tháng 9 năm 2022)
- Khách mời: Châu Đăng Khoa và Bảo Anh
- Chủ đề: Vũ trụ khác
- Tham khảo:[40][41][42]

| #            | Tên bí danh  | Bảng         | Bài hát                              | Tỷ lệ bình chọn | Tỷ lệ bình chọn | Kết quả   |
| ------------ | ------------ | ------------ | ------------------------------------ | --------------- | --------------- | --------- |
| 1            | Báo Mắt Biếc | B            | "Bên trên tầng lầu" của Tăng Duy Tân | Không tiết lộ   | Không tiết lộ   | NGUY HIỂM |
| 2            | Tí Nâu       | C            | "Duyên mình lỡ" của Tú Dưa           | 48,08%          | 48,08%          | THẮNG     |
| 3            | Miêu Quý Tộc | A            | "I'm Diva" của Mew Amazing           | Không tiết lộ   | Không tiết lộ   | NGUY HIỂM |
| Vòng đối đầu | Vòng đối đầu | Vòng đối đầu | Vòng đối đầu                         | Danh tính       | Tỷ lệ bình chọn | Kết quả   |
| 1            | Báo Mắt Biếc | B            | "Đã hơn một lần" của Tăng Nhật Tuệ   | Chưa tiết lộ    | Không tiết lộ   | AN TOÀN   |
| 2            | Miêu Quý Tộc | A            | "Đã hơn một lần" của Tăng Nhật Tuệ   | Hà Nhi          | Không tiết lộ   | LOẠI      |

- Phần lộ diện: "Lâu lâu nhắc lại" của Đỗ Hoài Nam, thể hiện bởi Hà Nhi.

### Tập 11 (24 tháng 9 năm 2022)
- Khách mời: Lê Hiếu và Phan Mạnh Quỳnh
- Chủ đề: Party
- Tham khảo:[43][44][45]

| #            | Tên bí danh      | Bảng         | Bài hát                                      | Tỷ lệ bình chọn | Tỷ lệ bình chọn | Kết quả   |
| ------------ | ---------------- | ------------ | -------------------------------------------- | --------------- | --------------- | --------- |
| 1            | Chàng Lúa        | A            | "Có không giữ mất đừng tìm" của Bùi Công Nam | Không tiết lộ   | Không tiết lộ   | NGUY HIỂM |
| 2            | Hươu Thần        | B            | "Talk to Me" của Triple D                    | Không tiết lộ   | Không tiết lộ   | NGUY HIỂM |
| 3            | Phượng Hoàng Lửa | C            | "Nước ngoài" của Phan Mạnh Quỳnh             | 45,92%          | 45,92%          | THẮNG     |
| Vòng đối đầu | Vòng đối đầu     | Vòng đối đầu | Vòng đối đầu                                 | Danh tính       | Tỷ lệ bình chọn | Kết quả   |
| 1            | Chàng Lúa        | A            | "Rung động" của Vũ Khắc Anh                  | Tăng Phúc       | 40,00%          | LOẠI      |
| 2            | Hươu Thần        | B            | "Rung động" của Vũ Khắc Anh                  | Chưa tiết lộ    | 60,00%          | AN TOÀN   |

- Phần lộ diện: "Sài Gòn yếu đuối biết dựa vào ai?" của Huỳnh Quốc Huy, thể hiện bởi Tăng Phúc.

### Tập 12 (1 tháng 10 năm 2022)
- Khách mời: ViruSs và Hứa Kim Tuyền
- Chủ đề: Sở thích
- Tham khảo:[46][47][48]

| #            | Tên bí danh  | Bảng         | Bài hát                                            | Tỷ lệ bình chọn | Tỷ lệ bình chọn | Kết quả   |
| ------------ | ------------ | ------------ | -------------------------------------------------- | --------------- | --------------- | --------- |
| 1            | Kỳ Đà Hoa    | C            | "Cảm ơn tình yêu tôi" của Phương Uyên              | Không tiết lộ   | Không tiết lộ   | NGUY HIỂM |
| 2            | Lady Mây     | A            | "Anh chưa thương em đến vậy đâu" của Hứa Kim Tuyền | Không tiết lộ   | Không tiết lộ   | NGUY HIỂM |
| 3            | O Sen        | B            | "Carmen – Habanera" của Georges Bizet              | 43,27%          | 43,27%          | THẮNG     |
| Vòng đối đầu | Vòng đối đầu | Vòng đối đầu | Vòng đối đầu                                       | Danh tính       | Tỷ lệ bình chọn | Kết quả   |
| 1            | Lady Mây     | A            | "Sợ" của Châu Đăng Khoa                            | Chưa tiết lộ    | Không tiết lộ   | AN TOÀN   |
| 2            | Kỳ Đà Hoa    | C            | "Sợ" của Châu Đăng Khoa                            | Thảo Trang      | Không tiết lộ   | LOẠI      |

- Phần lộ diện: "Ước mơ của mẹ" của Hứa Kim Tuyền, thể hiện bởi Thảo Trang.

### Tập 13 (8 tháng 10 năm 2022)
- Khách mời: Anh Tú Atus
- Chủ đề: Nỗi sợ
- Tham khảo:[49][50][51]

| # | Tên bí danh      | Bài hát                                                      | Danh tính    | Tỷ lệ bình chọn | Kết quả   |
| - | ---------------- | ------------------------------------------------------------ | ------------ | --------------- | --------- |
| 1 | Phượng Hoàng Lửa | "Em dạo này" của Ngọt                                        | Chưa tiết lộ | 9,62%           | NGUY HIỂM |
| 2 | Hươu Thần        | "Tình về nơi đâu" của Thanh Bùi và Dương Khắc Linh           | Chưa tiết lộ | 4,81%           | NGUY HIỂM |
| 3 | Báo Mắt Biếc     | "Yêu xa" của Vũ Cát Tường                                    | Uyên Linh    | 3,85%           | LOẠI      |
| 4 | Tí Nâu           | "Ave Maria" của Franz Schubert                               | Chưa tiết lộ | 19,23%          | AN TOÀN   |
| 5 | Lady Mây         | "All the Man That I Need" của Dean Pitchford và Michael Gore | Chưa tiết lộ | 34,62%          | AN TOÀN   |
| 6 | O Sen            | "Cho em gần anh thêm chút nữa" của Tăng Nhật Tuệ             | Chưa tiết lộ | 27,88%          | AN TOÀN   |

- Phần lộ diện: "Giữa đại lộ Đông Tây" của Hứa Kim Tuyền, thể hiện bởi Uyên Linh.

### Tập 14 (15 tháng 10 năm 2022)
- Khách mời: Mỹ Linh
- Chủ đề: Khoảnh khắc
- Tham khảo:[52][53][54]

| #                               | Tên bí danh                     | Bài hát                                    | Danh tính                       | Tỷ lệ bình chọn                 | Kết quả                         |                                 |
| Tiết mục của Khách mời đặc biệt | Tiết mục của Khách mời đặc biệt | Tiết mục của Khách mời đặc biệt            | Tiết mục của Khách mời đặc biệt | Tiết mục của Khách mời đặc biệt | Tiết mục của Khách mời đặc biệt | Tiết mục của Khách mời đặc biệt |
| ------------------------------- | ------------------------------- | ------------------------------------------ | ------------------------------- | ------------------------------- | ------------------------------- | ------------------------------- |
| ĐB                              | Anh Cloud                       | "Head in the Clouds" của Hayd              | Hayd                            | Không có                        | Không có                        |                                 |
| Phần chính                      |                                 |                                            |                                 |                                 |                                 |                                 |
| 1                               | Hươu Thần                       | "Cứu lấy anh đi" của Đỗ Hiếu               | Mai Tiến Dũng                   | 5,83%                           | LOẠI                            |                                 |
| 2                               | O Sen                           | "Túy âm" của Xesi và Hoàng Trọng Lợi (thơ) | Chưa tiết lộ                    | 8,73%                           | NGUY HIỂM                       |                                 |
| 3                               | Lady Mây                        | "Cám dỗ" của Hứa Kim Tuyền                 | Chưa tiết lộ                    | 14,56%                          | AN TOÀN                         |                                 |
| 4                               | Tí Nâu                          | "Lạc trôi" của Sơn Tùng M-TP               | Chưa tiết lộ                    | 28,16%                          | AN TOÀN                         |                                 |
| 5                               | Phượng Hoàng Lửa                | "Nửa thập kỷ" của Hoàng Dũng               | Chưa tiết lộ                    | 42,72%                          | AN TOÀN                         |                                 |

- Phần lộ diện: "Người như anh" của Hùng Quân, thể hiện bởi Mai Tiến Dũng.

### Tập 15 – Bán kết (22 tháng 10 năm 2022)
- Khách mời: Noo Phước Thịnh
- Chủ đề: Ladies Night
- Khán giả đặc biệt: Trang Pháp, Thùy Anh, Ivone, Jsol
- Tham khảo:[56][57][58]

| #                               | Tên bí danh                     | Bài hát                                                                                  | Danh tính                       | Người hỗ trợ                    | Danh tính người hỗ trợ          | Tỷ lệ bình chọn                 | Kết quả                         |
| Tiết mục của khách mời đặc biệt | Tiết mục của khách mời đặc biệt | Tiết mục của khách mời đặc biệt                                                          | Tiết mục của khách mời đặc biệt | Tiết mục của khách mời đặc biệt | Tiết mục của khách mời đặc biệt | Tiết mục của khách mời đặc biệt | Tiết mục của khách mời đặc biệt |
| ------------------------------- | ------------------------------- | ---------------------------------------------------------------------------------------- | ------------------------------- | ------------------------------- | ------------------------------- | ------------------------------- | ------------------------------- |
| ĐB                              | Hoàng Tử Rồng                   | "Định mệnh" của Isaac Thái                                                               | Noo Phước Thịnh                 | —                               | —                               | 91,26%                          | THẮNG                           |
| Phần chính                      |                                 |                                                                                          |                                 |                                 |                                 |                                 |                                 |
| 1                               | O Sen                           | "Chạm khẽ tim anh một chút thôi" của Tăng Nhật Tuệ – "Trót yêu" của Ái Phương            | Chưa tiết lộ                    | O Súng                          | Chưa tiết lộ                    | 15,53%                          | NGUY HIỂM                       |
| 2                               | Phượng Hoàng Lửa                | "Em không là duy nhất" của Lương Bằng Quang – "Có ai thương em như anh" của Bùi Công Nam | Chưa tiết lộ                    | Tiểu Phượng Hoàng               | Orange                          | 24,27%                          | AN TOÀN                         |
| 3                               | Tí Nâu                          | "Cho con được thay cha" của Yến Lê                                                       | Chưa tiết lộ                    | Tí Bros                         | Chưa tiết lộ                    | 15,53%                          | NGUY HIỂM                       |
| 4                               | Lady Mây                        | "Có người" – "Góc ban công" của Vũ Cát Tường                                             | Chưa tiết lộ                    | Nàng Mây                        | Lâm Bảo Ngọc                    | 44,67%                          | AN TOÀN                         |

### Tập 16 – Chung kết (5 tháng 11 năm 2022)
- Khách mời: Lệ Quyên
- Khán giả đặc biệt: Hứa Kim Tuyền, Mai Ngô, Phương Lan, Tia Hải Châu
- Tham khảo:[59][60][61]

| #                               | Tên bí danh                     | Bài hát                                     | Danh tính                       | Tỷ lệ bình chọn                 | Kết quả                         |
| Tiết mục của khách mời đặc biệt | Tiết mục của khách mời đặc biệt | Tiết mục của khách mời đặc biệt             | Tiết mục của khách mời đặc biệt | Tiết mục của khách mời đặc biệt | Tiết mục của khách mời đặc biệt |
| ------------------------------- | ------------------------------- | ------------------------------------------- | ------------------------------- | ------------------------------- | ------------------------------- |
| ĐB                              | Thiên Nga Đen                   | "Trái tim tổn thương" của Nguyễn Minh Cường | Lệ Quyên                        | Không có                        | Không có                        |
| Phần chính                      |                                 |                                             |                                 |                                 |                                 |
| 1                               | Lady Mây                        | "Giữa đêm bật khóc" của Châu Đăng Khoa      | Chưa tiết lộ                    | 22,33%                          | NGUY HIỂM                       |
| 2                               | O Sen                           | "Vũ điệu gió" của Vũ Minh Tâm               | Chưa tiết lộ                    | 31,07%                          | AN TOÀN                         |
| 3                               | Tí Nâu                          | "Hơn em chỗ nào" của ViruSs                 | Thùy Chi                        | 21,36%                          | LOẠI                            |
| 4                               | Phượng Hoàng Lửa                | "Thanh xuân" của Trần Đức Minh              | Chưa tiết lộ                    | 25,24%                          | AN TOÀN                         |

- Tiết mục tổng hợp: "Dưới ánh đèn sân khấu" của Hứa Kim Tuyền, thể hiện bởi Lady Mây, O Sen, Tí Nâu và Phượng Hoàng Lửa.
- Phần lộ diện: "Giấc mơ trưa" của Giáng Son (nhạc) và Nguyễn Vĩnh Tiến (lời), thể hiện bởi Thùy Chi.

### Tập 17 –Công bố và trao giải(19 tháng 11 năm 2022 – Truyền hình trực tiếp)
- Khán giả đặc biệt: Minh Hằng, Châu Đăng Khoa, Quốc Nghiệp, Nam Thư, Võ Hạ Trâm, S.T Sơn Thạch, Ali Hoàng Dương, Puka, Phương Lan, Hứa Kim Tuyền, Ngọc Phước, Orange, Lâm Bảo Ngọc...
- Tham khảo:[3][4][5]

| #                               | Tên bí danh                     | Tiết mục đặc biệt                          | Bài hát lộ diện                           | Danh tính                       | Tỷ lệ bình chọn                 | Kết quả                         |
| Tiết mục của Khách mời đặc biệt | Tiết mục của Khách mời đặc biệt | Tiết mục của Khách mời đặc biệt            | Tiết mục của Khách mời đặc biệt           | Tiết mục của Khách mời đặc biệt | Tiết mục của Khách mời đặc biệt | Tiết mục của Khách mời đặc biệt |
| ------------------------------- | ------------------------------- | ------------------------------------------ | ----------------------------------------- | ------------------------------- | ------------------------------- | ------------------------------- |
| ĐB                              | Bướm Mặt Trăng                  | "Anh tự do nhưng cô đơn" của Đạt G         | Không có                                  | Trung Quân                      | Không có                        | Không có                        |
| Phần Công bố và Trao giải       |                                 |                                            |                                           |                                 |                                 |                                 |
| 1                               | Lady Mây                        | "Tôi đứng giữa đồng hoa" của Hứa Kim Tuyền | "Tình yêu đến sau" của Triết Phạm         | Myra Trần                       | 29% (121.421)                   | GIẢI BA                         |
| 2                               | Phượng Hoàng Lửa                | "Tôi đứng giữa đồng hoa" của Hứa Kim Tuyền | "Mùa hè đẹp nhất" của Đức Huy             | Trần Thu Hà                     | 35% (147.013)                   | Á QUÂN                          |
| 3                               | O Sen                           | "Tôi đứng giữa đồng hoa" của Hứa Kim Tuyền | "Đi đâu cho thiếp theo cùng" của Phạm Duy | Ngọc Mai                        | 36% (151.037)                   | QUÁN QUÂN                       |

- Cố vấn Trấn Thành hóa thân thành mascot "Kỵ Sĩ Nấm Hương" trong đêm Concert.
- O Sen nhận được 5.070 phiếu qua SMS và 145.967 phiếu qua VieON, Lady Mây nhận được 1.733 phiếu qua SMS và 119.688 phiếu qua VieON, Phượng Hoàng Lửa nhận được 2.059 phiếu qua SMS và 144.954 phiếu qua VieON.
- Những tiết mục ở trên được truyền hình trực tiếp, những tiết mục còn lại được phát sóng vào ngày 10 và 17 tháng 12 năm 2022.

## Đón nhận
Ngay khi lên sóng, sự hấp dẫn của những ca khúc được chọn lọc, cộng với những yếu tố bí ẩn, bất ngờ và khó đoán từ giọng ca bên trong mascot là của ca sĩ – nghệ sĩ nổi tiếng nào đã tạo nên cơn sốt dự đoán cho chương trình. Trên ứng dụng VieON, lượt người xem cùng lúc (CCU) có lúc đạt mốc 20.000 người xem. Bản phát sóng trên YouTube cũng đã chạm mốc 2 triệu lượt xem, lọt vào top thịnh hành sau gần 4 ngày phát sóng. Đây có thể được coi là một thành tích đáng nể của một chương trình truyền hình mới ra mắt giữa thời điểm bão hòa của truyền hình hiện nay. Bên dưới tập phát sóng, nhiều khán giả đã để lại bình luận khen ngợi sự đầu tư của chương trình và ban cố vấn.
Thành công của chương trình King of Mask Singer tại Việt Nam dưới phiên bản Ca sĩ mặt nạ được coi là thành công hơn rất nhiều so với chương trình Mặt nạ ngôi sao từng được phát sóng trên kênh HTV7 vào năm 2017. Sự đầu tư công phu, kỹ lưỡng cho từng nhân vật mascot tham gia chương trình, cũng như sự đầu tư về sân khấu và dàn dựng các tiết mục tham gia đã và đang làm nên sự thành công của chương trình nói chung. Sức hút và độ lan tỏa của chương trình Ca sĩ mặt nạ chính là sự cộng hưởng của âm nhạc và cảm xúc, của ký ức và hiện tại được kết nối bởi format tuy không lạ nhưng đầy mới mẻ với người xem. Có thể nói, đây là một trong những chương trình truyền hình chiếm được tình cảm của đông đảo khán giả nhất. Khán giả trông chờ vào chương trình mỗi tuần không chỉ để xem ai là người lộ diện tiếp theo sau những chiếc mặt nạ kia, mà hơn hết là để thưởng thức những màn biểu diễn "chất như nước cất" khó có thể tìm được ở bất cứ chương trình truyền hình ca nhạc nào khác. Thành công của Ca sĩ mặt nạ đến từ sự xuất hiện của 15 vị khách mời, những nhân vật đã lộ diện đều là những ca sĩ có tiếng trong làng giải trí Việt. Mỗi người 1 chất giọng, 1 cá tính và tư duy âm nhạc khác nhau đã biến chương trình thành 1 "vườn hoa" thanh âm đầy phong phú và đa sắc màu. Đây là điều hiếm thấy ở một chương trình truyền hình Việt Nam hiện nay. Cũng thông qua chương trình, nhiều nghệ sĩ tham gia như Lương Bích Hữu, Thùy Chi, Hà Nhi hay Uyên Linh đã trở nên nổi tiếng vượt bậc, đưa họ đến những vị thế xứng đáng với tài năng và sự cống hiến trong suốt thời gian qua.
Sức hút của chương trình không chỉ đến từ những màn trình diễn đỉnh cao trên sân khấu mà còn vì thông điệp ý nghĩa đằng sau nó. Chương trình không có "loại" và không gọi các nghệ sĩ là "thí sinh", các màn trình diễn đều chỉ mang tính chất tôn vinh giọng hát. Ý nghĩa ấy được thể hiện rõ nhất ở phần lộ diện - khoảnh khắc nhằm tôn vinh các nghệ sĩ. Việc cởi bỏ mặt nạ chỉ mang tính chất nói lên rằng khán giả muốn gặp gỡ nghệ sĩ nào, chứ không hề có sự tranh đua hơn thua ở đây. Hơn nữa, chương trình cũng đã rất biết cách khơi gợi sự tò mò cho khán giả. Ban cố vấn nhiều lần thừa nhận với chương trình rằng họ hoàn toàn bị thuyết phục vì những đoạn clip manh mối được lồng ghép sâu xa các gợi ý về dàn nhân vật mascot. Đó có thể là biệt danh, thành tựu, những bản hit làm nên tên tuổi, hôn nhân, cột mốc sự nghiệp,... Các nghệ sĩ bí ẩn cũng rất chịu khó bẻ giọng hát, dẫn dắt nhiều câu chuyện vòng vo để làm khó hội đồng cố vấn và khán giả. Càng vào những vòng trong, càng có thêm nhiều gợi ý được chương trình đưa ra. Đó cũng chính là lý do chương trình càng khiến khách mời lẫn người xem phải tò mò, dự đoán cho bằng được danh tính nghệ sĩ đang ẩn mình dưới lớp mặt nạ. Cách biến tấu luật chơi độc đáo nhưng cũng không kém phần hài hước, thú vị đã khiến Ca sĩ mặt nạ ngày càng trở thành "món ăn tinh thần" hấp dẫn đối với khán giả truyền hình mỗi cuối tuần. Khán giả có thể bật cười sảng khoái vì sự hài hước, hóm hỉnh, duyên dáng với các màn đối đáp giữa các "ca sĩ mặt nạ" và ban cố vấn; có thể chau mày, ngạc nhiên khi nghĩ mãi không ra giọng hát này là ai dù "nghe vài chỗ quen lắm" hay có khi lặng người thán phục vì bị cuốn vào vẻ đẹp của một ca khúc "hit" được xử lý tuyệt vời, đẳng cấp...
Sức hút từ chương trình cho thấy khán giả vẫn rất "khát" những ca sĩ có giọng hát chất lượng, những chương trình âm nhạc mà ở đó âm nhạc mới thật sự cốt lõi chứ không phải chiêu trò. Yếu tố ganh đua cạnh tranh giữa các nghệ sĩ không quá nhiều như những chương trình truyền hình khác, mỗi nghệ sĩ đều tập trung tận hưởng và thỏa mãn với màn trình diễn của mình. Sau mỗi tập phát sóng, đại bộ phận khán giả thường không quá quan tâm xem ai sẽ là quán quân của chương trình mà hy vọng nhân vật họ yêu thích đi thật xa để nghe người đó hát nhiều hơn.
Bên cạnh đó, yếu tố âm nhạc trong chương trình Ca sĩ mặt nạ thật sự mê hoặc người nghe, tạo nên sức hút của chương trình trong thời điểm các gameshow âm nhạc hiện nay quá sa đà vào drama, chất lượng không đồng đều. Dễ thấy, chiếm phần không nhỏ trong hàng vạn bình luận dưới kênh YouTube chương trình là sự ngưỡng mộ dành cho những bản phối bắt tai và lay động mà ban nhạc - do nhạc sĩ Hoài Sa đảm trách - cũng như nhóm bè Cadillac mang lại. Cũng là những ca khúc quen thuộc, nhưng trên sân khấu Ca sĩ mặt nạ, với sự thể hiện của Phượng Hoàng Lửa, Kỳ Đà Hoa, O Sen..., những bài hát ấy vang lên khác hẳn, như nhìn nhận của nhiều ca sĩ hay người nghe nói chung là "lên level". Cũng có những ý kiến cho rằng, ban nhạc Hoài Sa là một trong những "sức hút" khiến các nghệ sĩ, thậm chí chưa chơi gameshow nào, đến với chương trình này. Việc nhiều ca sĩ sở hữu giọng hát khủng làm mới những ca khúc bất hủ, phần hòa âm - phối khí của đội ngũ nhạc sĩ Hoài Sa và nhóm bè Cadillac đã giúp chương trình càng thêm thăng hạng. Bằng chứng là các tiết mục của các nhân vật mascot đều đón nhận những phản hồi vô cùng tích cực của công chúng yêu nhạc.

### Đánh giá
Bài viết trên báo Phụ nữ Việt Nam cho hay, yếu tố âm nhạc của chương trình luôn khiến nhiều người xuýt xoa khen ngợi rằng chương trình như 1 "đại tiệc" âm nhạc, nơi dung hòa giữa nghệ sĩ, chất lượng âm thanh và sự đầu tư chỉn chu của đơn vị sản xuất. Bài viết cũng cho biết, sự thành công của chương trình là sự tổng hòa của nhiều yếu tố, mặc dù vẫn có những lùm xùm gây ồn ào dư luận không hề nhỏ, nhưng những ồn ào đó cũng góp phần giúp show thêm thu hút dư luận vì vẫn nằm trong tầm kiểm soát, không đi quá xa đến những lằn ranh của công chúng.
Bài viết trên báo Giao thông chỉ ra hai yếu tố "gây sốt" cho chương trình Ca sĩ mặt nạ, đó là phần âm nhạc đỉnh cao và dàn khách mời chất lượng, được đầu tư nghiêm túc. Sân khấu chương trình được bài viết cho là được thực hiện công phu, rực rỡ và hoành tráng, không thua xa các liveshow ca nhạc.
Bài viết giải mã sức hút của chương trình trên báo Tiền Phong đánh giá cao chương trình Ca sĩ mặt nạ, trong đó kể đến tính chất "khó và dễ đoán" của các nhân vật mascot: "Việc giấu biệt nhân dạng người chơi khiến cho họ tập trung tuyệt đối vào giọng hát. Một điều thú vị nữa là sự giấu mặt xóa nhòa sự khác biệt về danh tiếng. Và khán giả được chứng kiến sự cạnh tranh hoàn toàn lành mạnh thuần túy dựa trên chuyên môn. Dù cho với tai thính hơn người, họ có thể đoán biết được đang phải đấu với đồng nghiệp nào". Bài viết còn cho biết, phiên bản Việt có tham vọng trở thành chương trình âm nhạc giải trí đỉnh cao khi mời toàn các giọng ca chuyên nghiệp, có tên tuổi. Khác với phiên bản Mỹ, khi mà các thí sinh tham gia chương trình chỉ để có thêm trải nghiệm nhớ đời thì phiên bản Việt lại khai thác được khát vọng cống hiến bên trong mỗi nghệ sĩ; cho nên ai cũng muốn được tiếp tục sáng tạo, thể nghiệm, được ở lại lâu hơn với khán giả; vì thế ngoài cạnh tranh với đối thủ, họ còn phải thi đấu với chính mình.
Báo Dân Việt cho hay, những nghệ sĩ tham gia chương trình được tôn vinh và yêu thích ngay cả khi công chúng còn đang tranh cãi và hoài nghi xem họ thực sự là ai. Đồng Lan chia sẻ với báo Dân Việt rằng, trong số các thí sinh tham gia, có thể nhận ra nhiều ngôi sao với giọng hát lôi cuốn, mang đầy nội lực. "Phía sau lớp mặt nạ, những nghệ sĩ khẳng định được thực lực và đẳng cấp của mình. Có thể khán giả đã nhận ra họ nhưng vẫn muốn giữ họ ở lại", cô cho biết.
Bài viết trên Zing nhận định, chương trình đảm bảo chất lượng âm nhạc, được khán giả quan tâm, tuy nhiên so với format gốc, Ca sĩ mặt nạ bị cho là lê thê, kéo dài thêm nhiều tập trong khi mascot đã bị đoán hết. Bài viết này khẳng định, tuy bám khá sát từ format đến cách xây dựng mascot của phiên bản Mỹ, tuy nhiên chương trình lại kéo dài đến hơn 15 tập trong khi phiên bản nước ngoài chỉ gói gọn trong khoảng 10 - 12 tập, khiến cho sự bất ngờ của chương trình bị giảm sút phần nào và khiến khán giả có thêm nhiều thời gian và manh mối để đoán ra nhân vật bí ẩn; mặc dù vậy, thứ cốt lõi là chất lượng âm nhạc vẫn được đảm bảo rất tốt.

### Thống kê
Tập 7 của chương trình tính đến khoảng 20:00 ngày 29 tháng 8 năm 2022 đã nhận về hơn 2,1 triệu lượt xem, hơn 30 ngàn lượt thích, gần 6 ngàn lượt bình luận và nhanh chóng có mặt ở vị trí Top 2 thịnh hành trên YouTube, chỉ đứng sau MV "Pink Venom" của nhóm nhạc Blackpink. Dù không phải là màn cởi mặt nạ lộ diện đầu tiên của chương trình nhưng sự xuất hiện của Lương Bích Hữu trong mascot Kim Sa Ngư đã tạo nên sức hút lớn đối với khán giả. Tính đến hết ngày 2 tháng 9, tập này đã vượt qua MV của Blackpink để đứng đầu top thịnh hành YouTube. Video thể hiện hai chất giọng qua ca khúc "Xem như em chẳng may" trong chương trình của Lương Bích Hữu đạt hơn 13 triệu lượt xem và dẫn đầu top thịnh hành trên TikTok. Ngoài ra, theo thống kê, dẫn đầu xu hướng tìm kiếm trên Google Search đầu tháng 9 là chủ đề và cụm từ có liên quan đến Lương Bích Hữu. Bản lyrics của ca khúc "Dạ vũ" do Miêu Quý Tộc thể hiện ở tập 7 đã mang về hơn 137 nghìn lượt xem chỉ sau 2 ngày đăng tải.
Tập 8 của chương trình cũng đã có mặt trên bảng xếp hạng thịnh hành YouTube chỉ ít ngày sau khi được công chiếu. Đồng thời, lượt xem trên các nền tảng VieON và mạng xã hội của chương trình đạt cột mốc 100 triệu. Những con số ấn tượng này đã góp phần đưa kênh YouTube của đơn vị sản xuất chương trình trở thành kênh truyền hình đầu tiên tại Việt Nam sở hữu nút kim cương với hơn 10 triệu người theo dõi. Tiếp đó, màn lộ diện của Trung Quân dưới lớp mặt nạ Bướm Mặt Trăng giúp tập 9 của chương trình đạt gần 2 triệu lượt xem, hơn 21 ngàn lượt bình luận từ khán giả (số liệu ghi nhận vào trưa ngày 12 tháng 9) và đạt Top 1 thịnh hành YouTube sau chưa đầy 24 giờ phát sóng. Tập 12 của chương trình với màn lộ diện của Thảo Trang trong mascot Kỳ Đà Hoa đã thu về gần 2 triệu lượt xem cùng gần 4000 bình luận từ khán giả trong chưa đầy 24 giờ lên sóng và nhanh chóng có mặt ở top 1 thịnh hành YouTube. Cùng với tập 12, ba tập 13, 14 và 15 cũng đều nhanh chóng có mặt ở vị trí Top 1 thịnh hành YouTube không lâu sau khi lên sóng.

## Tranh cãi

### Trong chương trình

#### Nghi vấn hát nhép
Khi chương trình lên sóng, những màn trình diễn đặc sắc, cuốn hút từ các nghệ sĩ bí ẩn đang che giấu danh tính của mình dưới những bộ mascot công phu đã và đang thu hút khán giả truyền hình. Tuy nhiên, do các nghệ sĩ dù phải mang cho mình bộ hóa trang khi trình diễn nhưng vẫn có thể thể hiện một cách xuất sắc tiết mục của mình đã khiến nhiều khán giả nghi ngờ rằng các tiết mục của họ đều không phải tiết mục hát live mà là do chương trình đã cho nghệ sĩ thu âm từ trước, và những gì mà họ thể hiện trên sân khấu chỉ là "hợp tác" diễn sao cho giống như đang hát live nhất có thể. Nhà sản xuất đã lên tiếng phủ nhận điều này và khẳng định: "The Masked Singer Vietnam là chương trình được ghi hình và hát trực tiếp tại trường quay, tất cả đều diễn ra 1 lần duy nhất với sự chứng kiến của các nghệ sĩ và khán giả. Cam kết của chương trình và nghệ sĩ tham gia là không lipsync, không hát nhép... chỉ hát live để ghi hình. The Masked Singer Vietnam là cuộc tranh tài âm nhạc đỉnh cao với sự tham gia của các nghệ sĩ tên tuổi và uy tín nên tất cả mọi thứ đều phải thật. Các nghệ sĩ phải tập luyện rất nhiều để có thể vượt qua những khó khăn khi trình diễn trong trang phục mascot và mang đến khán giả những phần trình diễn tuyệt vời nhất." Họ còn cho biết họ đã có những điều kiện đặc biệt khi đặt hàng những bộ mascot với nhà thiết kế sao cho chúng "phải đẹp, mặc vào phải thoải mái, dù có nặng hay cồng kềnh thì phải đảm bảo về mặt kỹ thuật để nghệ sĩ có thể hát được". Nhà thiết kế Ngô Mạnh Đông Đông cũng lên tiếng về những nghi vấn này và cho biết: "Với vị trí là một phần của ekip nên chúng tôi luôn có mặt sẵn sàng tại trường quay, mọi thứ hiện rõ ràng tại set, tất cả các tiết mục biểu diễn cùng ban nhạc anh Hoài Sa, anh Nguyễn Hoàng Duy hòa tấu cùng nhóm bè Cadilac, các anh chị em nghệ sĩ trong bộ Mascot biểu diễn live rất thoải mái. Cái đặc biệt của mascot trong The Masked Singer Vietnam so với tất cả các mascot bình thường khác đó chính là có thể hát được mà không hề bị tạp âm, không bị khó chịu, không bị nặng hoặc chi phối tinh thần để trình diễn tốt nhất".
Nhiều nghệ sĩ cũng đã chia sẻ quan điểm bản thân nhằm phủ nhận nghi vấn hát nhép của khán giả. Tóc Tiên chia sẻ: "Nếu như khán giả có những nhận xét hay ý kiến như vậy thì theo Tóc Tiên đó lại là những lời khen cực kỳ giá trị...". Trong khi đó, nhạc sĩ Hoài Sa cho biết, các tiết mục biểu diễn của các nhân vật mascot trên sân khấu là hát live 100% và chỉ được ghi hình một lần. "Tôi đã phải làm việc rất kỹ với ekip sản xuất và tham khảo thêm cách thực hiện format này ở nước ngoài. Sự cầu kỳ của trang phục, đòi hỏi các nghệ sĩ tham gia chương trình phải có quá trình tập luyện rất kỹ khi mặc những bộ trang phục mascot như vậy để hát. Tôi đã tham gia rất nhiều chương trình, nhưng chưa thấy chương trình nào quy tụ nhiều ca sĩ hát hay như The Masked Singer Vietnam", anh chia sẻ thêm.

#### Liên quan đến tập 7
Trong tập 7 chương trình Ca sĩ mặt nạ, nhân vật Kim Sa Ngư là người bị loại khi nhận số phiếu bình chọn thấp nhất. Nhân vật lộ diện sau lớp mặt nạ là Lương Bích Hữu đã khiến người xem bày tỏ sự tiếc nuối khi cô bị loại sớm ở cuộc thi. Được biết, cô chỉ nhận được 11,65% tổng lượt bình chọn ở vòng 2 - thấp nhất bảng A, trong khi đó nhân vật Chàng Lúa gây tranh cãi với bình chọn sát sao vẫn được đi tiếp vào vòng trong. Nhiều khán giả cảm thấy bất bình cho "Kim Sa Ngư" Lương Bích Hữu vì sở hữu quãng giọng đặc biệt và trình diễn xuất sắc nhưng lại phải dừng cuộc chơi đáng tiếc. Mọi người cho rằng với tài năng của Lương Bích Hữu thì nữ ca sĩ nên tiến sâu vào vòng trong.
Bên cạnh đó, một số khán giả còn tranh cãi về cách xưng hô của cố vấn Trấn Thành với Lương Bích Hữu. Việc Trấn Thành dù nhỏ tuổi hơn lại gọi Lương Bích Hữu bằng tên bị số khán giả này cho là "không phải phép". Chiều ngày 28 tháng 8 (một ngày sau ngày phát sóng tập 7), Trấn Thành đã chia sẻ quan điểm của anh về mối quan hệ "mập mờ" với Lương Bích Hữu và tiết lộ nguyên nhân chỉ xưng tên với nữ ca sĩ trên trang cá nhân của mình. Anh cho biết: "Thứ nhất, [...] chúng tôi xưng hô theo độ trẻ trung trong tâm hồn của nhau. Mà nhất là phụ nữ, ai cũng muốn xưng hô cho trẻ lên, thậm chí người ta còn không muốn được gọi là chị. [...] Thứ hai, mỗi người họ có 1 mối quan hệ bạn bè riêng. Nên xưng hô cũng sẽ khác nhau tuỳ mối quan hệ đó thân thiết như thế nào." Về việc bị nói là MC, không biết gì về âm nhạc mà nhận xét giọng hát, anh thẳng thắn đáp trả rằng nếu mình không có trình độ, kiến thức về nhạc thì ban tổ chức sẽ không mời để làm cố vấn.

#### Nghi vấn vi phạm bản quyền
Sáng ngày 6 tháng 9, tập 6 của chương trình được phát hiên không còn tồn tại trên kênh YouTube chính thức của Vie Channel. Khi truy cập vào video của tập 6, một thông báo hiện ra với nội dung: "Video này không còn hoạt động do có một khiếu nại về bản quyền từ Lê Trần Production". Nhiều khán giả cho rằng rất có thể tập 6 của chương trình đã bị tạm ẩn do có báo cáo vi phạm bản quyền từ bên khác. Trước đó, Lê Trần Production từng lên tiếng về việc ban nhạc của nhạc sĩ Hoài Sa trong Ca sĩ mặt nạ đã sử dụng nhiều bản phối thuộc bản quyền của mình mà chưa xin phép. Cụ thể, trên kênh TikTok của chương trình The Cover Show (Sắc màu thời gian) đưa ra bằng chứng cho rằng nhạc sĩ Hoài Sa đã sử dụng bản phối ca khúc "Duyên phận" thuộc sở hữu độc quyền bên mình cho thí sinh Tí Nâu biểu diễn trong chương trình. Ngoài ra, The Cover Show còn chỉ ra tiết mục của những nhân vật khác như Phượng Hoàng Lửa, Kỳ Đà Hoa và Bướm Mặt Trăng cũng dùng bản phối thuộc sở hữu của mình. Cuối cùng, sau khi kiểm duyệt, phía đơn vị sản xuất chương trình đã thông báo rằng tập 6 đã được trả về YouTube.

#### Vai trò của Wowy trong chương trình
Wowy là thành viên ban cố vấn trong chương trình Ca sĩ mặt nạ cùng với Tóc Tiên và Trấn Thành. Tuy nhiên, sự xuất hiện của anh với vai trò này đã khiến anh nhận phải nhiều ý kiến chỉ trích. Nhiều bình luận từ khán giả yêu cầu chương trình loại bỏ Wowy khỏi vị trí ban cố vấn của chương trình vì họ cho rằng anh thường xuyên có những nhận xét "lãng xẹt", không liên quan đến màn biểu diễn trên sân khấu. Không chỉ vậy, anh còn liên tục đưa ra dự đoán danh tính ca sĩ đeo mặt nạ một cách bất hợp lý khiến người xem cảm thấy khó chịu. Có người nhận xét, Wowy đã không thể hiện được vai trò cố vấn của mình trong chương trình.
Trước những chỉ trích liên quan đến mình, Wowy đã lên tiếng thừa nhận rằng mình không có hiểu biết rộng và không có mối quan hệ nhiều với các ca sĩ để đưa ra những suy luận chính xác như các cố vấn khác trong chương trình. Tuy nhiên, với vai trò là người gây nhiễu loạn thông tin, nên đôi khi dù biết chắc nhân vật đó là ai nhưng anh vẫn phải cố tình đoán tên nhân vật khác để kích thích khán giả, tăng sự hấp dẫn và hài hước cho chương trình. Bên cạnh những phát ngôn, phong cách thời trang của Wowy, đặc biệt là chiếc kính đen của anh, cũng là điều gây tranh cãi đối với khán giả. Nói về chiếc kính mà anh thường xuyên đeo mỗi khi xuất hiện trên truyền hình, Wowy tâm sự anh đã bị cận nặng từ năm 6 tuổi và phải thường xuyên đeo kính để bảo vệ mắt.
Vì những lẽ trên, việc Wowy không còn góp mặt trong chương trình kể từ tập 10 đã gây chú ý cho khán giả. Nhiều người cho rằng nam rapper không tiếp tục tham gia chương trình là do những tranh cãi về anh trong thời gian qua, và ê-kíp sản xuất chương trình đã nghe được "nguyện vọng" của họ nên quyết định thay thế Wowy bằng một nghệ sĩ khác. Tuy nhiên, trao đổi với Zing vào ngày 19 tháng 9, đại diện truyền thông của chương trình phủ nhận loại Wowy vì tranh cãi nổ ra trên mạng xã hội thời gian qua. Họ cho biết, vì Wowy vướng lịch trình nên ngay từ đầu, anh và ê-kíp sản xuất thống nhất chỉ tham gia ghi hình 2 vòng đầu của chương trình.

#### Sự cố lộ danh tính các nhân vật
Trong lúc trình diễn ở tập 14, nhân vật Phượng Hoàng Lửa đã vô tình làm rơi mặt nạ trang phục mascot, khiến cho danh tính đã bị lộ diện. Đây là lần đầu tiên trong lịch sử tất cả các phiên bản của The Masked Singer trên thế giới, một nhân vật mascot bị rơi mặt nạ và tự lộ diện dù chưa chính thức bị loại. Dù đã nhanh chóng đeo lại mặt nạ của mình, các thành viên ban cố vấn của chương trình đã nhận ra nhân vật này. Câu nói của Mỹ Linh rằng đây là "người bạn rất thân" khiến không ít khán giả hoài nghi người đứng sau lớp mặt nạ Phượng Hoàng Lửa là Hà Trần. Mặc dù nhiều người trước đó đã đoán ra được nhân vật này là ai vì cách cô xử lý bài hát điêu luyện và chất giọng đặc trưng, nhưng phần "vô ý" lộ diện của nhân vật này đã gây nên nhiều tranh cãi. Không ít khán giả cho rằng đây là chiêu trò dàn dựng của ê-kíp nhằm câu kéo lượt xem, thu hút khán giả xem chương trình. Thậm chí, nhiều người cho rằng nhà sản xuất đang cố tình thêm thắt chi tiết này để tạo điểm nhấn bởi cho đến hiện tại Phượng Hoàng Lửa đã không còn là một "ẩn số" nữa.
Gần như cùng lúc với Phượng Hoàng Lửa, Lady Mây cũng bị cho là đã vô tình bị lộ danh tính của mình. Theo đó, vào chiều ngày 18 tháng 10, một đoạn clip ghi lại quá trình Lady Mây luyện tập ca khúc "Cám dỗ" - tiết mục mà nhân vật này thể hiện trong tập 14 - đã được một giảng viên thanh nhạc chia sẻ trên mạng xã hội TikTok. Tuy nhiên, người này đã sơ suất trong phần che chắn và trong một khoảnh khắc rất nhỏ, hình ảnh về danh tính thật của nhân vật đã bị lộ. Đoạn clip đã nhanh chóng bị xóa ngay sau đó, nhưng điều này vẫn khiến người hâm mộ bức xúc khi hành động của nữ giảng viên không chỉ làm mất đi sự hấp dẫn của chương trình mà còn dễ khiến thí sinh bị ảnh hưởng nghiêm trọng vì đã vi phạm một trong những điều khoản nhạy cảm nhất của Ca sĩ mặt nạ.

#### Liên quan đến phần chia sẻ của ViruSs về Trấn Thành
—Nhà phê bình âm nhạc Nguyễn Quang Long, chia sẻ với Zing.
Trong tập 13 của chương trình, sau khi nghe tiết mục "Ave Maria" của nhân vật Tí Nâu, Trấn Thành nhận xét nhân vật này hát thánh ca theo kiểu pop, bằng giọng pha. Anh cho rằng nếu người này hát theo kiểu cổ điển sẽ nặng, có độ rung ngân hơn. Trong clip reaction về tập này, ViruSs lại thẳng thắn chỉ ra rằng, Trấn Thành đang sai kiến thức thanh nhạc. Anh cho rằng Trấn Thành hiểu nhầm về opera và cách thể hiện thánh ca. ViruSs khẳng định ông ngoại anh thường xuyên bật ca khúc này từ khi anh còn nhỏ. "Cách thể hiện thánh ca không giống anh Thành miêu tả, rằng phải ngân rõ, mạnh, dõng dạc. Thánh ca là ca khúc được thể hiện ở nơi giống thiên đường. Do đó, đây không phải ca khúc để ca sĩ trưng trổ, hát mạnh. Góc nhìn của tôi với những bài như Ave Maria là sự trong trẻo, nhẹ nhàng, bay bổng quan trọng hơn kỹ năng. Tôi không bênh Tí Nâu, tôi chỉ nói để mọi người không hiểu lầm kiến thức âm nhạc", anh nói. Phần chia sẻ của ViruSs về Trấn Thành ngay lập tức được chia sẻ trên mạng xã hội và gây nhiều tranh luận. Một số ý kiến đồng tình với chia sẻ của anh, nhưng một số ý kiến khác lại lên tiếng bênh vực Trấn Thành. Nhiều người cho rằng dù là opera hay thánh ca thì cũng yêu cầu kỹ thuật thanh nhạc rất cao, trong khi ViruSs lại nói "không quan trọng phần thanh nhạc". Họ khẳng định Trấn Thành đúng khi bảo rằng Tí Nâu đang dùng kiểu hát của pop để thể hiện ca khúc này. Trao đổi với Zing, nhà phê bình âm nhạc Nguyễn Quang Long nhận định hát thánh ca hay opera đều yêu cầu người thể hiện nắm cơ sở và có kỹ thuật cao. Sau khi lắng nghe phản hồi của khán giả, ViruSs đã lên tiếng về vụ nhận định Trấn Thành sai kiến thức âm nhạc. Anh khẳng định chỉ bày tỏ quan điểm cá nhân và sẵn sàng lắng nghe mọi phản hồi.

#### Liên quan đến tập 15
Trong tập 15 (đêm bán kết) của chương trình, kết quả bình chọn của Tí Nâu và O Sen từ hội đồng cố vấn và khán giả là như nhau. Theo luật của chương trình, cả hai sẽ phải lộ diện. Tuy nhiên, theo quan điểm của Trấn Thành, "nếu thay vì loại 2 tại sao không giữ 2 vì họ đều xứng đáng. [...] Khán giả trường quay và cả cố vấn cùng bình chọn 1 lần nữa 'cùng loại' hay 'cùng giữ' để công bằng nhất". Ý kiến của Trấn Thành được Tóc Tiên và các khán giả có mặt tại trường quay đồng thuận với đề nghị giữ cả hai; và ban tổ chức chương trình sau khi hội ý cũng đã quyết định giữ tất cả lại để tham gia vào đêm chung kết. Kết quả này khiến không ít khán giả tỏ ra không bằng lòng. Con số bình chọn cũng làm dấy lên nghi vấn cho rằng chương trình đang dàn xếp để giữ lại cả 4 mascot vào vòng trong. Bài viết trên báo Tiền Phong nhận định rằng "đây là trường hợp quá hy hữu với xác suất xảy ra vô cùng thấp, nhưng cũng không hề khó để giải quyết. Chương trình chỉ việc cho hội đồng cố vấn và khán giả lựa chọn một trong hai nhân vật một lần nữa là xong. Đằng này MC xử lý khá cồng kềnh hỏi hết khán giả, ban cố vấn đến giám đốc âm nhạc. Tất nhiên ai cũng sẽ phát biểu kiểu nước đôi để khỏi làm mất lòng ai". Báo còn khẳng định rằng, ban tổ chức có thể chủ động đưa Lady Mây hay ai đó lên ngôi, nhưng cũng phải sẵn sàng đón nhận phản ứng từ khán giả, bởi chương trình đang có hiệu ứng tích cực và rộng khắp, thậm chí gieo cho khá nhiều người niềm tin vào giá trị thực của giọng hát được tôn vinh xứng đáng. "Trong trường hợp họ nhận ra chương trình cũng chỉ dàn xếp để phục vụ cho quyền lợi của ai đó, rất có thể sẽ hình thành một làn sóng phản đối, thậm chí tẩy chay. Điều này thành lợi bất cập hại cho vị quán quân không được lòng khán giả".
Ngoài tranh cãi về kết quả đêm bán kết, bản thân Trấn Thành cũng bị chỉ trích vì phát ngôn của anh trong tập này. Cụ thể, khi Ngô Kiến Huy hỏi ban cố vấn rằng họ mong muốn hoá thân thành nhân vật mascot nào tại All-star Concert, Trấn Thành đã nói: "Nhìn cái răng của Đức Phúc, tôi nghĩ làm con hải ly là hợp". Anh thậm chí còn miêu tả nụ cười của Đức Phúc với thái độ kệch cỡm để chọc cười khán giả. Điều này khiến phần lớn khán giả không hài lòng, thậm chí là phẫn nộ với phát ngôn và hành động của Trấn Thành. Đã có không ít ý kiến cho rằng anh kém duyên khi đưa vẻ ngoài của đồng nghiệp làm yếu tố gây cười. Một số khán giả còn cho rằng anh đang kỳ thị ngoại hình của Đức Phúc. Điều này khiến cho khán giả thất vọng vì trước đó, Đức Phúc từng chia sẻ anh là nạn nhân của body shaming và được Trấn Thành hết lời an ủi. Bản thân Trấn Thành từ trước đến nay thường nhận được nhiều lời khen về cách cư xử với đồng nghiệp. Liên hệ với Zing, đại diện truyền thông của Đức Phúc cho biết anh chưa đọc được những bình luận liên quan đến chia sẻ của Trấn Thành trong tập này. Họ cho biết, "Tính cách của Đức Phúc cũng vô tư nên không nghĩ ngợi nhiều đâu".

### Bên lề chương trình

#### Về việc gộp đêm chung kết vào All-star Concert[o]
Sau đêm Bán kết, ban tổ chức chương trình đã đưa ra thông báo "Top 3 sẽ chính thức cởi mặt nạ lộ diện tại đêm concert [vào ngày] 19 tháng 11"; đồng nghĩa với việc khán giả sẽ phải đợi thêm gần một tháng (từ thời điểm kết thúc tập bán kết) để biết danh tính thực sự của quán quân thay vì được lộ diện ngay trong đêm chung kết. Theo suy đoán của nhiều khán giả, có khả năng trong tập Chung kết, thay vì tìm ra người chiến thắng chung cuộc thì chương trình chỉ chọn top 3 (tức là loại 1 người trong top 4 hiện tại), còn người giành ngôi vị quán quân chung cuộc sẽ được quyết định trong đêm hòa nhạc tri ân vào ngày 19 tháng 11. Nhiều khán giả đã tỏ ra bất bình trước tuyên bố của ban tổ chức, cho rằng chương trình đang lợi dụng sự ủng hộ, quan tâm của người xem để trục lợi bán vé cho đêm diễn. Việc biến một đêm nhạc tri ân cho tất cả thí sinh thành đêm Chung kết chỉ xoay quanh một người bị người hâm mộ cho là bất công với những gương mặt từng tham gia chương trình. Ngoài ra, việc quán quân chỉ được lộ diện sau hơn 1 tháng nữa khiến nhiều người cảm thấy chán nản, đòi bỏ xem vì không chờ nổi. Trong khi đó, các ý kiến ủng hộ cho rằng việc chương trình muốn kiếm thêm tiền từ đêm concert không có gì sai bởi họ đã đầu tư rất nhiều cho chương trình này.

#### Liên quan đến All-star Concert và đêm trao giải
Sự kiện All-star Concert đã được diễn ra vào ngày 19 tháng 11 năm 2022 với sự góp mặt của đông đảo người hâm mộ. Nhưng khi đêm nhạc chính thức diễn ra, ở khu vực ghế ngồi của VVIP và VIP đã xảy ra tình trạng lộn xộn. Nguyên nhân là do một số khán giả đến muộn và phải đứng vì không còn ghế ngồi, dẫn đến che khuất tầm nhìn của những người đang ngồi dưới. Bên cạnh đó, trên mạng xã hội, một số khán giả bày tỏ thái độ bức xúc về khâu tổ chức của chương trình. Cặp đôi blogger Lê Hà Trúc và cơ trưởng Nguyễn Quang Đạt cho biết đã mua cặp vé VVIP1 trị giá 12 triệu đồng, tham dự All-star Concert nhưng không có chỗ ngồi (mặc dù theo thông tin từ ban tổ chức, khán giả sở hữu vé VVIP sẽ được bố trí khu vực ngồi riêng, sát sân khấu). Cả hai liên hệ ban tổ chức và được thông báo hết ghế, bức xúc vì phải tự chủ động vị trí theo dõi. Nhiều khán giả khi xem trực tiếp concert cũng phản ánh tình trạng nhốn nháo, mua vé nhưng không còn ghế ngồi, phải đứng để theo dõi chương trình. Ca sĩ Ali Hoàng Dương cũng cho biết anh bị móc túi mất điện thoại khi đến theo dõi đêm công bố và trao giải. Khán giả cũng nói rằng mặc dù theo quy định, khi vào bên trong mới được mua đồ của nhà tài trợ, nhưng họ vẫn không được mang nước vào khu vực sân khấu và bị buộc phải uống hết tại chỗ hoặc mở nắp chai. Sau khi concert kết thúc, ban tổ chức chương trình lên tiếng xin lỗi, giải thích về vấn đề này: "Chúng tôi rất tiếc vì một số khán giả đã đến trễ, sau khi chương trình đã chính thức diễn ra. Ngay khi nhận được thông tin, chúng tôi đã cố gắng hết sức để sắp xếp những chỗ còn trống để không làm gián đoạn chương trình. Tuy nhiên, việc sắp xếp này chưa nhận được sự hài lòng của một số khán giả. Chúng tôi xin phép được xin lỗi vì sự thiếu sót này và sẽ cố gắng nỗ lực để khắc phục vào lần sau". Mặc dù vậy, Hà Trúc nói thêm ngoài cô, nhiều bạn bè cũng lên tiếng bày tỏ sự phẫn nộ về việc tổ chức thiếu chuyên nghiệp của ê-kíp Ca sĩ mặt nạ. Theo cô tìm hiểu, một vài khán giả đã được ban tổ chức hoàn lại tiền vì không có chỗ ngồi. Hà Trúc cũng nhấn mạnh ban tổ chức chưa chuyên nghiệp, bán vé nhiều hơn số ghế. Trên trang cá nhân, cô bức xúc kêu gọi tẩy chay chương trình.
Trên các nền tảng mạng xã hội, nhiều khán giả không hài lòng khi biết phải chờ đợi đến 22:30 để xem kết quả chung cuộc. Theo thông báo, chương trình chỉ phát trực tiếp phần kết quả thay vì công bố toàn bộ các tiết mục tại concert; tuy nhiên, kênh YouTube của nhà sản xuất đặt chế độ công chiếu từ 19:00 và thu hút hàng chục nghìn người xem với nội dung các tiết mục cũ và nội dung quảng cáo. Việc không phát sóng nội dung concert khiến một bộ phận khán giả không theo dõi đầy đủ nghi ngờ ban tổ chức dàn xếp kết quả chung cuộc, vì nếu không livestream các tiết mục, khán giả không thể theo dõi để bình chọn cho nhân vật yêu thích. Tuy nhiên, thông tin về thời gian và nội dung phát sóng đã được công bố từ trước và khán giả mua vé xem concert sẽ được ưu tiên xem trước chương trình. Mặc dù được thông báo trước nhưng ban tổ chức đã lùi lại phần công bố này đến hơn 23:00 đêm và kết thúc lúc 00:30 rạng sáng ngày hôm sau, khiến cư dân mạng bức xúc, trách nhà sản xuất "câu giờ".
Trao đổi riêng với báo Tiền Phong, trưởng ban tổ chức cho biết: "Tối 19/11, show kết thúc rất muộn nên đến giờ, chúng tôi chưa nhận được thông tin gì. Vì điều kiện thời tiết trời mưa và lượng người quá đông, khâu tổ chức gặp phải vài vấn đề. Ngay tại đêm trao giải, nếu có khán giả nào gặp sự cố, ban tổ chức sẵn sàng hỗ trợ hết mình. Hiện tại, chúng tôi chưa có thêm phát ngôn gì về vấn đề này". Zing đặt câu hỏi về việc ban tổ chức bán lượng vé lớn hơn so với số ghế ngồi thực tế nhưng đại diện chương trình chưa đưa ra câu trả lời.
Ngoài ra, phần ân thanh của sự kiện cũng bị cho là kém chất lượng khiến phần tam ca của top 3 không đạt hiệu ứng như mong đợi. Phần dẫn dắt của Trấn Thành sau đó cũng bị ảnh hưởng khi âm thanh bị chồng chéo, chói tai. Nhiều bình luận của khán giả đòi tẩy chay, bỏ xem chương trình nếu chương trình phát sóng mùa 2.